# Йоганнес Лібе
Йоганнес Лібе (нім. Johannes Liebe; 8 липня 1913, Росвайн — 18 жовтня 1982, Франкфурт-на-Майні) — німецький офіцер-підводник, капітан-лейтенант крігсмаріне.

## Біографія
1 квітня 1933 року вступив на флот. Пройшов тривалу різносторонню підготовку. З 11 липня 1940 року — командир підводного човна U-6. В березні-квітні 1941 року — вахтовий офіцер на U-48. З 7 червня 1941 по 27 січня 1943 року — командир U-332, на якому здійснив 5 походів (разом 277 днів у морі) і потопив 8 кораблів загальною водотоннажністю 46 729 тонн.
| Дата            | Назва корабля  | Тип               | Тоннаж | Вантаж                                                       | Екіпаж | Загинули | Країна                |
| --------------- | -------------- | ----------------- | ------ | ------------------------------------------------------------ | ------ | -------- | --------------------- |
| 13 березня 1942 | Albert F. Paul | Вітрильник        | 735    | Сіль                                                         | 8      | 8        | США                   |
| 13 березня 1942 | Trepca         | Торговий пароплав | 5,042  | Боксити                                                      | 37     | 4        | Королівство Югославія |
| 16 березня 1942 | Australia      | Тепловий танкер   | 11,628 | 110 000 барелів нафти                                        | 40     | 4        | США                   |
| 19 березня 1942 | Liberator      | Торговий пароплав | 7,720  | 11 000 тонн сірки                                            | 35     | 5        | США                   |
| 28 червня 1942  | Raphael Semmes | Торговий пароплав | 6,027  | 7500 тонн марганцевої руди, тютюну, солодки, вовни і килимів | 37     | 19       | США                   |
| 19 липня 1942   | Leonidas M.    | Торговий пароплав | 4,573  | 6 700 т залізної руди                                        | 31     | 0        | Королівство Греція    |
| 29 вересня 1942 | Registan       | Торговий пароплав | 6,008  | 1319 тонн генеральних вантажів                               | 54     | 16       | Британська імперія    |
| 19 жовтня 1942  | Rothley        | Торговий теплохід | 4,996  | Баласт (вода)                                                | 42     | 2        | Британська імперія    |

В лютому-червні 1943 року служив в штабі 25-ї флотилії. З червня 1943 року — командир роти 2-ї навчальної дивізії підводних човнів. З квітня 1944 року — референт відділу оцінки якості торпед, з серпня 1944 року — ОКМ. В травні 1945 року взятий в полон. 29 липня 1945 року звільнений.

## Звання
- Кандидат в офіцери (1 квітня 1933)
- Морський кадет (23 вересня 1933)
- Фенріх-цур-зее (1 липня 1934)
- Оберфенріх-цур-зее (1 квітня 1936)
- Лейтенант-цур-зее (1 жовтня 1936)
- Оберлейтенант-цур-зее (1 червня 1938)
- Капітан-лейтенант (1 квітня 1941)

## Нагороди
- Медаль «За вислугу років у Вермахті» 4-го класу (4 роки)
- Нагрудний знак спостерігача
- Залізний хрест 2-го і 1-го класу
- Нагрудний знак підводника